# Route nationale 4 (Burkina Faso)
Pour les articles homonymes, voir Route nationale 4.
La route nationale 4 (RN 4) est une route du Burkina Faso allant de Ouagadougou à Kantchari en passant par Fada N'Gourma. Sa longueur est de 400 km.

## Historique
En 2017, l'échangeur entre la RN 4 et la RN 3 (dans la section urbaine à l'est de Ouagadougou) est intégralement retracé et refait avec le financement de la Banque ouest-africaine de développement (BOAD) pour un coût de 24 milliards de francs CFA.
Le 19 septembre 2020, le Premier ministre, Christophe Dabiré, lance les travaux de réhabilitation du tronçon Gounghin-Fada N'Gourma-Kantchari (dénommé route communautaire CU2A) long de 218 km pour un montant total de 13 milliards de Francs CFA (soit environ 20 millions d'euros) financés par la Banque africaine de développement (BAD), l'Union européenne, l'Agence japonaise de coopération internationale (JICA) et l'Union économique et monétaire ouest-africaine (UEMOA). D'une durée prévisionnelle de trente mois, les travaux sont découpés en trois lots et confiés aux entreprises Sitram, Yelhy Technologie et Soroubat.

## Tracé
- Ouagadougou
  - Barogo
  - Nagréongo
  - Linoghin
  - Kougri
  - Rapadama-T
  - Mogtédo
  - Zempassogo
- Zorgho
  - Bougré
  - Sapaga
- Koupéla
  - Baskouré
- Gounghin
  - Maoda
  - Diapangou
  - Kouloungou
- Fada N'Gourma
  - Bougui
  - Gbédissaga
  - Namoungou
  - Tanwalbougou
  - Ougarou
  - Matiacoali
  - Sakoani
  - Kantchari
- Frontière entre le Burkina Faso et le Niger (vers Niamey)